# صندل مجنح

نقش من القرن التاسع عشر لصندل مجنح.

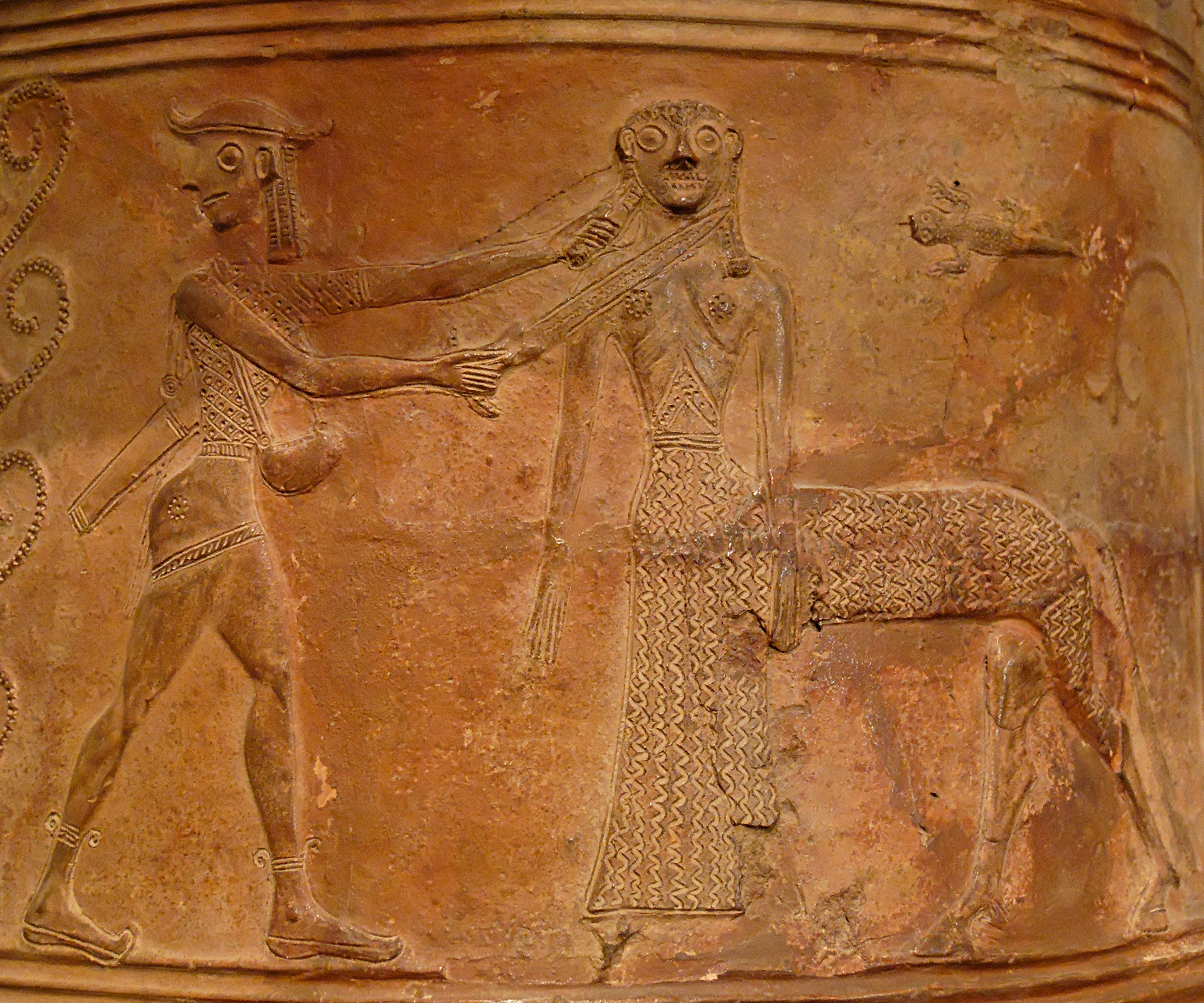
واحدة من أقدم التمثيلات المعروفة: بيرسيوس مرتدي صندل مجنح ويحمل كيس على كتفه، يدير رأسه لقتل مدوسة على هذا النحت الشرقي، 660 قبل الميلاد، اللوفر.

الصَنْدَل المُجَنَّح أو الكاحليّة هو رمز للإله الإغريقي هرمس (يقابله عطارد الرومي). قيل أن الإله هيفيستوس صنعه من ذهب غير قابل للفساد، وهو يُطيّر هرمس بسرعة مثل أي طائر.

## التسمية
جاء اسم كاحلية كترجمة لـ (Talaria)، حيث أن الاسم اللاتيني (tālāria) هو الجمع المحايد للمفردة (tālāris) التي تعني «من الكاحل». من غير المؤكد تماماً كيف توصل الروم إلى معنى «الصندل المجنح» من المفردة اللاتينية، ربما لأنَّ الأجنحة كانت متصلة بالكاحلين، أو أنَّ الصندل كان مربوطاً حول الكاحلين.